# Diarrea neonatale
La diarrea neonatale è una manifestazione clinica di una malattia gastrointestinale che coinvolge il neonato.

## Eziologia
Tra i microrganismi responsabili si possono identificare:
- Virus: Rotavirus e Coronavirus, calicivirus, BVDV.
- Batteri: E. coli in molte sierovarianti, Salmonella tiphymurium e dublin, Campilobacter, Clostridium perfringens
- Protozoi: Criptosporidium parvum, Eimeria spp, Giardia spp.

## Clinica
Si manifesta acidosi metabolica e disidratazione.

## Trattamento
Occorre una terapia reidratante che può essere per via orale o per via parenterale. La dieta viene corretta con l'alimentazione lattea.